# Verònica l (Una dona al meu jardí)
Verònica l (Una dona al meu jardí) és una pel·lícula catalana rodada en català del 1989 dirigida per Octavi Martí i Antoni Padrós, en el que va ser el seu tercer llargmetratge. Es va projectar dins la secció Zabaltegi-Nous realitzadors del Festival Internacional de Cinema de Sant Sebastià 1990 però no es va arribar a estrenar en sales. Hi va participar Pau Riba.

## Argument
Relectura del mite de Pigmalió on Sergi, que idealitza les estrelles de Hollywood, és salvat per la germana bessona de la dona que admira.

## Repartiment
- Blai Llopis
- Francesca Piñón
- Carles Martínez